# 켈리 마로니

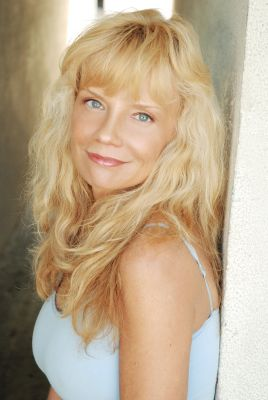

켈리 마로니(Kelli Maroney, 1960년 12월 30일 ~ )는 미국의 배우, 텔레비전 배우, 영화배우이다.
미니애폴리스에서 태어났다.

## 영화
- 길라! (2012년)
- 미드나잇 위트니스 (1993년)
- 스크림 퀸 핫 텁 파티 (1991년)
- 트랜실바니아의 저주 (1990년)
- 악령의 외계인 (1988년)
- 킬보트 (1986년)
- 카멧 나이트 (1984년)
- 욕망의 그림자 (1984년)
- 리치몬드 연애 소동 (1982년)
- 원 라이프 투 리브 (1968년)